# Amatorski Puchar Włoch w piłce nożnej
Amatorski Puchar Włoch (wł: Coppa Italia Dilettanti) to turniej piłkarski dla włoskich zespołów klubowych występujących w Eccellenza i Promozione (szósty i siódmy poziom rozgrywek). Rozgrywany jest systemem pucharowym (przegrywający odpada), z wyjątkiem finału.
Zwycięzca turnieju ma zagwarantowany awans do Serie D, niezależnie od miejsca w lidze.
Rozgrywki po raz pierwszy odbyły się w sezonie 1966/1967. Brały w nich udział także kluby z Serie D. Podział na dwie odrębne rywalizacje nastąpił w sezonie 1999/2000, od tego czasu kluby z Serie D grają o Puchar Serie D.

## Triumfatorzy
| - 1966/67: Impruneta - 1967/68: Stefer Rzym - 1968/69: Almas Rzym - 1969/70: Ponte San Pietro - 1970/71: Montebelluna - 1971/72: Valdinievole - 1972/73: Jesolo - 1973/74: Miranese - 1974/75: Banco Rzym - 1975/76: Soresinese - 1976/77: Casteggio - 1977/78: Sommacampagna - 1978/79: Ravanusa - 1979/80: Cittadella - 1980/81: Internapoli - 1981/82: Leffe - 1982/83: Lodigiani | - 1983/84: Montevarchi - 1984/85: Rosignano - 1985/86: Policassino - 1986/87: Avezzano - 1987/88: Altamura - 1988/89: Sestese - 1989/90: Breno - 1990/91: Savona - 1991/92: Quinzano - 1992/93: Treviso - 1993/94: Varese - 1994/95: Iperzola - 1995/96: Alcamo - 1996/97: Astrea - 1997/98: Larcianese - 1998/99: Casale |

 Po wydzieleniu klubów Serie D:
- 1999/00: Orlandina
- 2000/01: Nola
- 2001/02: Boys Caivanese
- 2002/03: Ladispoli
- 2003/04: Salò
- 2004/05: Colognese
- 2005/06: Esperia Viareggio
- 2006/07: Ponte Vecchio